# Evangelisches Jugend- und Fürsorgewerk
Das EJF (Evangelisches Jugend- und Fürsorgewerk) mit Sitz in Berlin ist ein bundesweit tätiges, christlich geprägtes Unternehmen der Sozialwirtschaft. Es schafft Hilfe für Menschen aller Altersgruppen und Glaubensrichtungen, die eine besondere persönliche und soziale Zuwendung brauchen. Das EJF entwickelt und betreibt ambulante und stationäre Angebote für Menschen mit Behinderung, für Kinder, Jugendliche und Familien, für wohnungslose und geflüchtete Menschen, für Seniorinnen und Senioren. Zum EJF gehören außerdem Einrichtungen der Kindertagesbetreuung, Beratungs- und Bildungsarbeit sowie Integrationsunternehmen. 
Das EJF unterhält über 250 Standorte in Berlin, Brandenburg, Niedersachsen, Sachsen, Sachsen-Anhalt, Mecklenburg-Vorpommern, Thüringen, Bayern, Nordrhein-Westfalen sowie Polen und Tschechien.
Insgesamt knapp 20.000 Menschen werden in diesen Einrichtungen des EJF dauerhaft oder zeitweise von rund 5.000 Mitarbeiterinnen und Mitarbeitern (im Unternehmensverbund) betreut. Ein Drittel der Betreuten sind Kinder und Jugendliche.
Die Organisation ist Mitglied im Diakonischen Werk und versteht seinen Auftrag als Umsetzung des christlichen Gebotes der tätigen Nächstenliebe. Das offizielle Motto lautet: Hilfe schaffen.
Geleitet wird die EJF gemeinnützige AG von Vorstand Andreas Eckhoff.

## Geschichte
Die Organisation hat ihre Wurzeln in der Rettungshausbewegung des späten 19. Jahrhunderts und geht aus dem am 4. Dezember 1894 gegründeten „Brandenburgischen Rettungshausverband“ hervor. Dieser wurde 1916 in "Kirchlicher Erziehungs-Verband der Provinz Brandenburg e.V. (KEV)" umbenannt und 1950 in "Kirchlicher Erziehungsverband Berlin-Brandenburg e.V."
Von 1966 ab wurde das abseits vom Lärm und Stress der Großstadt gelegene Diakoniezentrum Heiligensee für Menschen in besonderen Lebenslagen geplant und entwickelt, das auf über 16 ha für ca. 1500 Menschen ein Zuhause bzw. einen Arbeitsplatz bietet.
Zwischen 2004 und 2009 bestand eine Kooperation zwischen dem Evangelischen Jugend- und Fürsorgewerk (EJF) und der Diakoniestiftung Lazarus Berlin. Die AG nannte sich in der Zeit EJF-Lazarus Gesellschaft.
Seit 2015 engagierte sich die Organisation verstärkt in der Flüchtlingshilfe und gehörte zu den ersten Betreibern der sogenannten Tempohomes in Berlin.